# Zelenoborskij
Zelenoborskij è una cittadina della Russia europea settentrionale, situata nella oblast' di Murmansk. È dipendente amministrativamente dal distretto urbano della città di Kandalakša.
Sorge nella parte meridionale della oblast', 30 chilometri a sud di Kandalakša, a breve distanza dalla costa del mar Bianco e dalle sponde del lago Kovdozero.